# Johan Christoffer Haag
Johan Christoffer Haag, född 3 november 1807 i Linköpings församling, Östergötlands län, död 21 oktober 1867 i Rumskulla församling, Kalmar län, var en svensk präst.

## Biografi
Johan Christoffer Haag föddes 1807 i Linköping. Han var son till konsistorievaktmästaren Nils Hagberg och Maria Westelius. Haag blev 1819 student vid Uppsala universitet och avalde 1827 filosofie magisterexamen. Han blev 26 juni 1830 kollega vid Vimmerby trivialskola och 21 april 1846 blev han rektor vid trivialskolan. Haag prästvigdes 30 augusti 1846 och blev 6 november 1848 kyrkoherde i Rumskulla församling, tillträdde 1849. Han utnämndes 17 december 1856 till prost. Haag avled 1867.

### Familj
Haag gifte sig 9 augusti 1835 med Regina Sofia von Kosboth (1802–1895), dotter till översten Johan Adolf von Kosboth och Agneta Katarina Hummelhjelm i Vimmerby.